# Henri Paul
Henri Paul (3 de julho de 1956 - 31 de agosto de 1997) foi um empregado do Hôtel Ritz Paris e o chauffeur que estava dirigindo a Mercedes na qual Diana, Princesa de Gales, e seu companheiro, Dodi Al-Fayed, estavam, no momento em que o carro colidiu dentro de um túnel. O guarda-costas Trevor Rees-Jones foi o único que sobreviveu (veja detalhes do acidente).
A polícia francesa relatou que Paul estava sob a influência do álcool e que estava tentando fugir de paparazzi em alta velocidade, mas o automóvel acabou batendo numa coluna do túnel da Ponte d'Alma, em Paris, França. Há certa controvérsia quanto à quantidade de álcool que a polícia estimou que Henri Paul tinha consumido, se é que este realmente tinha ingerido. Há também controvérsia sobre onde e como Henri consumiu bebida alcoólica. Seu sangue continha um nível entre 1,73 e 1,75 gramas por litro.
O inquérito realizado por Lord Stevens, ex-chefe do Serviço de Polícia Metropolitano, sobre os eventos de 31 de agosto observou que Henri estivera dispensado do trabalho naquela noite em questão. Porém, seus serviços foram solicitados repentinamente por Dodi Al-Fayed, que mandou que dirigisse. O inquérito concluiu que Paul não esperava ser chamado para dirigir quando ele começou a beber naquela noite. Uma busca no seu apartamento não revelou nenhum hábito associado com bebedeira pesada.
Paul recebeu sua licença de piloto em 1974, e seu último exame físico de piloto anual, que ocorreu três dias antes do acidente, não revelou alcoolismo. O documento original Certificat D'Aptitude Physique et Mentale foi mostrado na rede de televisão alemã ZDF em 1998. O Hôtel Ritz Paris o treinou como motorista de Mercedes-Benz.
Uma nova evidência de DNA provando que a amostra de sangue tirada da cena do crime era realmente de Henri Paul mostrou que o motorista da Princesa Diana estava bêbado, conforme a BBC mostrou em 9 de dezembro de 2006. Entretanto, não há relatos de que um protocolo conhecido como separação de amostras tenha sido usado, isto é, a amostra não foi dividia e mandada para dois laboratórios, que trabalhariam independentemente um do outro, a fim de reduzir a possibilidade de fraude científica. O teste de DNA confirma o sangue combina com a amostra original, a qual possuía três vezes mais do que o limite legal de álcool na França, de acordo com um documentário exibido pela BBC em dezembro de 2006.